# Leiolambrus
Leiolambrus is een geslacht van kreeftachtigen uit de klasse van de Malacostraca (hogere kreeftachtigen).

## Soorten
- Leiolambrus nitidus Rathbun, 1901
- Leiolambrus punctatissimus (Owen, 1839)